# Święchowo
Święchowo (dodatkowa nazwa w j. kaszub. Swiãchòwò; niem. Friedrichsfelde) – kolonia w Polsce, położona na Kaszubach w województwie pomorskim, w powiecie bytowskim, w gminie Czarna Dąbrówka. Miejscowość jest częścią składową sołectwa Czarna Dąbrówka.
W latach 1975–1998 kolonia administracyjnie należała do województwa słupskiego.